# Gaston de Vinck

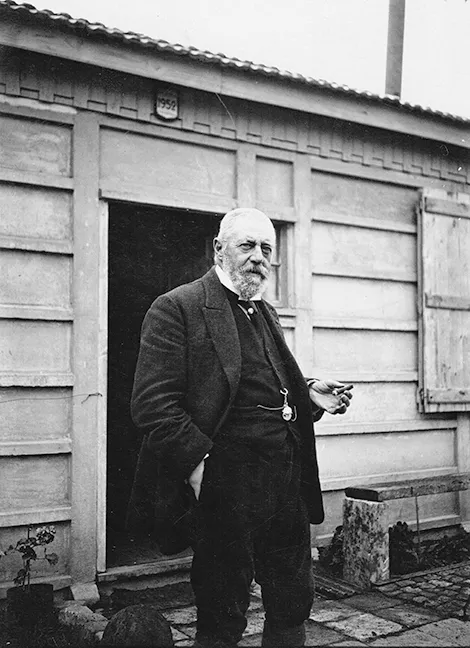
Gaston de Vinck

Gaston Ferdinand Marie François-Xavier de Vinck (Antwerpen, 4 december 1855 – Ieper, 14 december 1927) was een Belgisch senator.

## Biografie

### Familie
Baron Gaston de Vinck was een telg uit de familie De Vinck. Hij was de jongste van de drie zoons van baron Jules de Vinck (1813-1878) en Louise Huughe de Peutevin (1827-1864). Zijn vader was gedeputeerde van Antwerpen en schepen van Antwerpen. Zijn grootvader Louis de Vinck was gedeputeerde en gouverneur van Antwerpen. Zijn vader verkreeg in 1846 adelserkenning en een baronstitel, die in 1871 werd uitgebreid tot al zijn nakomelingen. Dat hij en zijn nazaten het kasteel 't Hooge in Zillebeke als hun hoofdresidentie namen was het gevolg van de erfenis van de familie Carton de Winnezeele die hen, via de familie Huughe de Peutevin, ten goede was gekomen. 
Hij trouwde in 1888 in Antwerpen met Elisa Osterrieth (1868-1893), dochter van handelaar Jacques Osterrieth, en in tweede huwelijk in 1894 in Brasschaat met haar zus, Florence Osterrieth (1873-1958). Er sproten een zoon en een dochter uit het eerste en twee zoons en drie dochters uit het tweede huwelijk.
- Pierre de Vinck (1889-1947), burgemeester van Zillebeke, trouwde in 1924 in Glasgow met Margaret Loudon (1902-1987). Ze kregen twee zoons en drie dochters, met afstammelingen tot heden.
- Jeanne de Vinck (1892-1967), trouwde in 1920 in Antwerpen met Vincent du Bois d'Aische (1881-1964), kleinzoon van Adolphe du Bois d'Aische. Het huwelijk bleef kinderloos.
- Marguerite (Daisy) de Vinck (1895-1964), trouwde in 1923 in Zillebeke met Pierre Malou (1890-1972), burgemeester van Sint-Agatha-Rode, kleinzoon van jhr. Albert Montens d'Oosterwyck. Ze kregen twee zoons en twee dochters, met afstammelingen tot heden.
- Ives (Yves) de Vinck (1899-1979), trouwde in 1926 in Gentbrugge met jkvr. Ghislaine Cardon de Lichtbuer (1899-1990). Ze kregen vijf zoons en drie dochters, met afstammelingen tot heden.
- Louise de Vinck (1901-1977), trouwde in 1928 in Zillebeke met baron Jean-Baptiste de Bethune (1900-1981), provincieraadslid van West-Vlaanderen en schepen van Marke, zoon van baron Emmanuel Marie de Bethune, burgemeester van Oostrozebeke en Marke. Ze kregen vijf zoons en een dochter, onder wie baron Emmanuel Pierre de Bethune en baron Jacques de Bethune, met afstammelingen tot heden.
- Elisabeth (Betty) de Vinck (1902-1992), trouwde in 1926 in Zillebeke met ridder François (Francis) de Decker (1902-1974), wisselagent, voorzitter van de Office généalogique et héraldique de Belgique, zoon van Robert de Decker, voorzitter van de wisselagenten bij de beurs van Antwerpen, voorzitter van het Rode Kruis Antwerpen en directeur van de Internationale Vereniging voor de Rubbercultuur in Nederlands-Indië, en kleinzoon van Eugène de Decker. Ze kregen twee zoons en vijf dochters, met afstammelingen tot heden.
- Gaston-Noël de Vinck (1906-1996), trouwde in 1933 in Zonnebeke met Elisabeth Iweins (1910-1993). Ze kregen twee zoons en een dochter, met afstammelingen tot heden.

De essentie van de eigendom die aan de familie de Vinck behoorde vormt sinds de jaren 1950 het familiepark Bellewaerde.

### Politieke carrière
De Vinck werd gemeenteraadslid van Zillebeke in 1882. In 1884 werd hij burgemeester en bekleedde dit ambt tot in 1924.
In 1903 werd hij verkozen tot katholiek senator voor het arrondissement Kortrijk-Ieper en vervulde dit mandaat tot in 1912. Zijn oudere broer Alfred de Vinck de Winnezeele was senator voor het arrondissement Antwerpen van 1902 tot 1910.